# Éditions Galilée
Pour les articles homonymes, voir Galilée.
Éditions Galilée est une maison d'édition française située à Paris et créée en 1971 par Michel Delorme. Elle est spécialisée dans la philosophie, la littérature française, les arts et les sciences humaines. Éditeur du courant déconstructionniste théorisé par Jacques Derrida, la maison Galilée est également proche de la pensée postmoderniste (Jean Baudrillard, Jean-François Lyotard, etc).
En 2008, le catalogue compte environ 900 titres et elle est dirigée par Michel Delorme (PDG, directeur éditorial).

## Histoire
Née en 1971, la maison d'édition publie en 1973 Critique du capitalisme quotidien de Michel Bosquet, Les Figures juives de Marx d'Élisabeth de Fontenay, Le Discours impur de Jean-Noël Vuarnet, Camera obscura : de l'idéologie de Sarah Kofman, Le Titre de la lettre de Philippe Lacoue-Labarthe et Jean-Luc Nancy, L'Archéologie du frivole de Jacques Derrida en préface à L'Essai sur l'origine des connaissances humaines de Condillac et La Remarque spéculative de Jean-Luc Nancy.
Moins d'un an plus tard, Derrida, Nancy, Lacoue-Labarthe et Kofman créent la collection « La philosophie en effet », que Derrida inaugure avec la publication de Glas. C'est dans cette même collection que Sarah Kofman fait paraître peu après Quatre romans analytiques.
En 1974, Georges Perec publie aux éditions Galilée Espèces d'espaces, bientôt suivi d'Alphabets en 1976.
En 1974 et 1975, les éditions Galilée publient les cinq premiers numéros de la revue Digraphe, dirigée par Jean Ristat, ainsi que plusieurs numéros de la revue Chorus dirigée par Pierre Tilman.
La rencontre avec les artistes, le travail dans et par le livre avec les créateurs, axe fondateur de Galilée, se déploie avec les parutions de Marcel Duchamp ou le grand fictif de Jean Clair, L'Invention du corps chrétien de Jean-Louis Schefer, tandis que Wifredo Lam publie Dessins (1975). Puis c'est Détruire la peinture de Louis Marin, Les Transformateurs Duchamp de Jean-François Lyotard (1977). Oublier Foucault de Jean Baudrillard, Fondements pour une morale d'André Gorz, L'Éboulement de Jacques Dupin, Vitesse et politique de Paul Virilio paraissent également en 1977. Ce sont ensuite deux ouvrages majeurs de Claude Esteban, L'immédiat et l'inaccessible et Un lieu hors de tout lieu.
En 1979, Christian Boltanski dessine, pour Farce de Jean-Marie Touratier, une couverture originale et réalise un tirage à part où une fenêtre ouverte à même le livre insère un sucre taillé par Boltanski en 1971 dans une cage grillagée. Pierre Restany publie L'Autre Face de l'art cette même année.
En 1980, Jean Baudrillard publie De la séduction, Jean Oury : Onze heures du soir à la Borde, Jean-Clarence Lambert : Le Noir de l'azur, puis en 1984, Jean-Joseph Goux, Les monnayeurs du langage, Christine Buci-Glucksmann : La Raison baroque et en 1986, Michel Ragon : 25 ans d'art vivant ; enfin, pour clore cette décennie, Galilée publie en 1989 Essais sur Sartre de Michel Sicard et Cartographies schizoanalytiques de Félix Guattari.
Les rejoignent au fil des années : Bernard Stiegler dont le premier titre paru chez Galilée est La Technique et le Temps en 1994, Philippe Bonnefis (premier titre paru chez Galilée : Parfums, en 1995), Ignacio Ramonet (Géopolitique du chaos, 1997), Hélène Cixous (Voiles, avec Jacques Derrida, 1998), Michel Deguy (La Raison poétique, 2000), Serge Margel (Logique de la nature, 2000), Michel Onfray (Célébration du génie colérique, 2002), Marc Crépon (Terreur et poésie, 2004), Pascal Quignard (Écrits de l'éphémère, 2005, parmi cinq autres livres du même auteur parus cette année-là), Joseph Cohen (Le spectre juif de Hegel, 2005), Stéphane Sangral (Méandres et Néant, 2013), et beaucoup d'autres.
Les artistes ont toujours été présents : Valerio Adami, Pierre Alechinsky, Karel Appel, Christian Boltanski, Pol Bury, Guillaume Corneille, Leonardo Cremonini, Henri Cueco, Dado, Jacques Doucet, Erro, Gérard Garouste, Peter Klasen, Jean Le Gac, Simon Hantaï, Paul Jenkins, François Martin, Raymond Mason, Jacques Monory, Danièle Noël, Ernest Pignon-Ernest, François Rouan, Antonio Segui, Takis, Antoni Tapies, Vladimir Veličković, Maria Helena Vieira da Silva…, ainsi qu'en témoignent les tirages de tête et les grandes marges de nombreuses publications.

## Principales collections
- « Débats »
- « L'espace critique »
- « Incises »
- « Écritures / Figures »
- « La philosophie en effet »
- « Lignes fictives »

## Principaux auteurs édités
- Marc Augé
- Jean Baudrillard
- Yves Bonnefoy
- Christine Buci-Glucksmann
- Hélène Cixous
- Joseph Cohen
- Michel Deguy
- Jacques Derrida
- Serge Doubrovsky
- Éliane Escoubas
- Claude Esteban
- Félix Guattari
- André Gorz
- Jean-Joseph Goux
- Sarah Kofman
- Philippe Lacoue-Labarthe
- Jean Le Gac
- Jean-François Lyotard
- Serge Margel
- Jean-Luc Nancy
- Michel Onfray
- Pascal Quignard
- Ignacio Ramonet
- Jacques Rancière
- Stéphane Sangral
- Jean-Louis Schefer
- Bernard Stiegler
- Emmanuel Terray
- Paul Virilio